# Geórgia nos Jogos Paralímpicos de Verão de 2012
A Geórgia participou dos Jogos Paralímpicos de Verão de 2012, realizados na cidade de Londres, no Reino Unido.

## Desempenho

### Levantamento de peso
Masculino
| Atletas           | Evento | Resultado | Posição |
| ----------------- | ------ | --------- | ------- |
| Shota Omarashvili | -60 kg | NM        | NM      |